# L'Invasion (film, 2024)
Cet article concerne le film ukrainien de 2024. Pour le film franco-italien de 1970, voir L'Invasion. Pour les autres significations, voir Invasion.
Pour plus de détails, voir Fiche technique et Distribution.
L'Invasion est un film documentaire réalisé par Sergueï Loznitsa et sorti en 2024. 
Le documentaire L'Invasion est présenté au Festival de Cannes 2024 en séance spéciale.

## Synopsis
L'Invasion ne traite pas de l'agression russe sur le territoire ukrainien et de la guerre russo-ukrainienne mais des conséquences sur le quotidien des Ukrainiens de ce conflit. Filmé sur une période de deux ans, le documentaire présente la vie de la population civile dans l'ensemble de l'Ukraine de Kiev et Odessa à Lviv et Dnipro,.

## Fiche technique
- Réalisation : Sergei Loznitsa
- Titre original : The Invasion
- Scénariste : Sergueï Loznitsa
- Monteurs : Danielius Kokanauskis, Sergueï Loznitsa
- Ingénieur du son : Vladimir Golovnitski
- Coproduction : Arte France Cinéma [1]
- Productions étrangères : Atoms & Void, Current Time TV [1]
- Producteurs étrangers : Sergueï Loznitsa, Maria Baker-Choustova, Kenan Aliyev, Natalia Arshavskaya
- Coproducteurs : Fabrice Puchault, Anne Grolleron, Rasha Salti
- Distributeur (France): Potemkine Films
- Genre : documentaire
- Durée : 145 minutes
- Dates de sortie :
  -  France : 16 mai 2024 pour le Festival de Cannes

### Production
Le documentaire est produit par la société Atoms & Void, implantée aux Pays-Bas et dirigée par Sergueï Loznitsa et Maria Baker-Choustova. Atoms & Void a conclu la vente avec Potemkine Films pour la France. Le coproducteur du film, Arte France, a conservé ses prérogatives pour la diffusion TV/VOD.

## Accueil critique
Pour Pierre Charpilloz de So Film, avec L'Invasion, Sergueï Loznitsa soutient bien l'Ukraine dans cette agression par la Russie mais il n'est pas dans la propagande.

## Distinction
- Festival de Cannes 2024 :  Sélection officielle[4].